# Louis Potterat

Louis Potterat (1920)

Louis Potterat (* 11. Juli 1869 in Yverdon; † 3. Januar 1928 in Lausanne; heimatberechtigt in Chavannes-le-Chêne) war ein Schweizer Bauingenieur und Hochschullehrer.

## Leben
Louis Potterat war der Sohn von Denys Potterat. Er erlangte 1892 den Titel des Diplomingenieurs am Eidgenössischen Polytechnikum Zürich. Ab 1894 war er als Assistent und Privatdozent für Eisenbahnwesen tätig. Zwischen 1917 und 1926 war Potterat Professor für Hochbau, Maschinenbau sowie Baustatik und Konstruktion an der ETH Zürich.
1893 war Potterat als Ingenieur der Jura-Simplon-Bahn tätig. Er baute die Elektrizitätswerke von Les Clées (1896), Thusis, Vernayaz sowie diejenigen der Lonza in Gampel. Zudem erstellte er 1903 einen Teil des Hafens von Saigon und 1906 die Nordrampe zum Lötschbergtunnel. Nach 1910 verwirklichte Potterat verschiedene Infrastrukturbauten für die Eisenbahn in Südfrankreich und wurde ferner beauftragt, die Technische Hochschule in Kairo aufzubauen. Im Jahr 1897 gehörte er zu den Mitgründern der Zementwerke von Baulmes.
Potterat war Genieoberst der Schweizer Armee.